# Drużynowy Puchar Świata na Żużlu 2014
Drużynowy Puchar Świata 2014 – czternasta edycja turnieju, mająca na celu wyłonić najlepszą żużlową reprezentację świata – Drużynowego Mistrza Świata. Złote medale zdobyli reprezentanci Danii.

## Finał
- Bydgoszcz, 2 sierpnia 2014

| Msc |                                                                         | Drużyna / Zawodnik                                   | Biegi           | Punkty |
| --- | ----------------------------------------------------------------------- | ---------------------------------------------------- | --------------- | ------ |
| 1   |                                                                         | Dania                                                | Dania           | 38     |
| 1   | Nicki Pedersen Peter Kildemand Mads Korneliussen Niels Kristian Iversen | (2,3,6!,3,1,2) (2,0,2,2,1) (1,0,–,2,0) (2,3,2,2,2)   | 17 7 3 11       |        |
| 2   |                                                                         | Polska                                               | Polska          | 37     |
| 2   | Piotr Protasiewicz Krzysztof Kasprzak Janusz Kołodziej Jarosław Hampel  | (3,2,2,2,w) (3,2,3,1,2) (3,1,1,0,1) (3,1,1,3,3)      | 9 11 6 11       |        |
| 3   |                                                                         | Australia                                            | Australia       | 36     |
| 3   | Chris Holder Darcy Ward Jason Doyle Troy Batchelor                      | (1,6!,3,0,1) (0,1,2,1,3,3) (1,3,0,3,3,3) (0,2,d,–,–) | 11 10 13 2      |        |
| 4   |                                                                         | Wielka Brytania                                      | Wielka Brytania | 16     |
| 4   | Tai Woffinden Simon Stead Chris Harris Daniel King                      | (2,2,1,2!,3,2) (0,d,–,0,0) (1,1,0,1,1) (0,0,0,0,d)   | 12 0 4 0        |        |

Bieg po biegu:
1. Hampel, Iversen, Holder, Stead
2. Kołodziej, Woffinden, Korneliussen, Ward
3. Protasiewicz, Kildemand, Harris, Batchelor
4. Kasprzak, Pedersen, Doyle, King
5. Iversen, Protasiewicz, Ward, King
6. Holder(6!), Kasprzak, Harris, Korneliussen
7. Doyle, Woffinden, Hampel, Kildemand
8. Pedersen, Batchelor, Kołodziej, Stead (d4)
9. Kasprzak, Iversen, Woffinden, Batchelor (d4)
10. Pedersen(6!), Protasiewicz, Woffinden(2!), Doyle
11. Holder, Kildemand, Kołodziej, King
12. Pedersen, Ward, Hampel, Harris
13. Hampel, Korneliussen, Ward, King
14. Doyle, Iversen, Harris, Kołodziej
15. Ward, Kildemand, Kasprzak, Stead
16. Woffinden, Protasiewicz, Pedersen, Holder
17. Doyle, Kasprzak, Harris, Korneliussen
18. Hampel, Pedersen, Holder, King (d/s)
19. Doyle, Woffinden, Kildemand, Protasiewicz (w/u)
20. Ward, Iversen, Kołodziej, Stead

## Klasyfikacja końcowa
Pierwsze cztery reprezentacje jechały w finale, te z pozycji 5-7 odpadły w barażu, 8-9 w półfinałach, a trzy ostatnie w eliminacjach.
| Miejsce | Drużyna           | Pkt |
| ------- | ----------------- | --- |
| Gold    | Dania             | 38  |
| Silver  | Polska            | 37  |
| Bronze  | Australia         | 36  |
| 4       | Wielka Brytania   | 16  |
| 5       | Szwecja           | 32  |
| 6       | Stany Zjednoczone | 26  |
| 7       | Czechy            | 24  |
| 8       | Łotwa             | 11  |
| 9       | Włochy            | 10  |
| 10      | Niemcy            | 33  |
| 11      | Słowenia          | 32  |
| 12      | Rosja             | 26  |